# Thủy điện Yên Sơn
Thủy điện Yên Sơn là thủy điện xây dựng trên dòng sông Gâm tại vùng đất xã Quý Quân, huyện Yên Sơn, tỉnh Tuyên Quang, Việt Nam.

## Quá trình xây dựng
Thủy điện Yên Sơn có công suất lắp máy 70 MW gồm 2 tổ máy, tua bin Kapsun trục ngang sử dụng cột nước thấp; tổng vốn đầu tư của dự án 2.600 tỷ đồng, do Công ty cổ phần Tập đoàn xây dựng và Du lịch Bình Minh làm chủ đầu tư, sản lượng điện trung bình 296 triệu kWh/năm, khởi công ngày 24 tháng 12 năm 2013, dự kiến hoàn thành tháng 11/2016, tuy nhiên tháng 2/2020 vẫn đang dở dang.
Thủy điện Yên Sơn là bậc thang cuối trên hệ thống sông Gâm. Việc xây dựng nhà máy sẽ tạo ra hồ chứa có dung tích 9,5 triệu m³.

## Thủy điện liên quan
Thủy điện Yên Sơn cùng với Thủy điện Tuyên Quang công suất lắp máy 342 MW 22°21′26″B 105°23′46″Đ / 22,357161°B 105,396153°Đ và Thủy điện Chiêm Hóa 22°11′54″B 105°19′41″Đ / 22,198333°B 105,328056°Đ công suất lắp máy 48 MW. Thủy điện Yên Sơn góp phần điều tiết dòng chảy về hạ du.